# Wolfprijs
De Wolfprijs (Engels: Wolf Prize, Hebreeuws: פרס וולף) is een vooraanstaande Israëlische wetenschaps- en kunstprijs. Sinds 1978 wordt deze jaarlijks aan nog in leven zijnde geleerden en artiesten/kunstenaars uitgereikt die op hun gebied belangwekkende prestaties hebben geleverd en hebben bijgedragen aan een goede verstandhouding tussen de volkeren. De Wolfprijs geldt als zeer prestigieus en komt dicht in de buurt van het niveau van die van de Nobelprijs.
De Wolfprijs wordt door de Wolf Foundation uitgereikt. Deze werd in 1975 door de uit Cuba afkomstige diplomaat Ricardo Wolf opgericht.
De Wolfprijs bestaat uit zes categorieën: landbouw, scheikunde, wiskunde, geneeskunde, natuurkunde en kunsten (laatste is onderverdeeld in architectuur, muziek, schilder- en beeldhouwkunst; een keer in de vier jaar komt een genre aan bod).
Voor elke categorie is een bedrag van honderdduizend dollar beschikbaar. Elk jaar worden de Wolfprijzen met bijbehorende certificaten door de president van Israël aan de gelauwerden in de Knesset overhandigd. Indien meer personen een Wolfprijs hebben gewonnen, wordt het geldbedrag gedeeld. 

## Israëlische prijswinnaars
- Leo Sachs - geneeskunde 1980
- Josef Tal - muziek 1982
- Meir Wilchek - geneeskunde 1987
- Joshua Jortner - scheikunde 1988
- Raphael David Levine - scheikunde 1988
- Ilya Pyatetskii-Shapiro - wiskunde 1990
- Yakir Aharonov - natuurkunde 1998
- Ruth Arnon - geneeskunde 1998
- Ilan Chet - landbouw 1998
- Michael Sela - geneeskunde 1998
- Daniel Shechtman - natuurkunde 1999
- Avram Hershko - geneeskunde 2001
- Saharon Shelah - wiskunde 2001
- Daniel Barenboim - muziek 2004
- Alexander Levitzki - geneeskunde 2004
- Hillel Furstenberg - wiskunde 2006/2007
- Ada Yonath - scheikunde 2006/2007
- Howard Cedar - geneeskunde 2008
- Aharon Razin - geneeskunde 2008
- Jacob Bekenstein - natuurkunde 2012
- Nahum Sonenberg - geneeskunde 2014

## Belgische prijswinnaars
- Henri Hers - geneeskunde 1988
- Jeff Schell - landbouw 1990
- Jacques Tits - wiskunde 1993
- Elias Stein - wiskunde 1999
- Robert Brout - natuurkunde 2004
- François Englert - natuurkunde 2004
- Michel Georges - landbouw 2006/2007
- Pierre Deligne - wiskunde 2008
- Ingrid Daubechies - wiskunde 2023

## Nederlandse prijswinnaars
- Jon van Rood - geneeskunde 1978
- George Uhlenbeck - natuurkunde 1979
- Gerard 't Hooft - natuurkunde 1981
- Kees de Wit - landbouw 1983/1984
- Aldo van Eyck - architectuur 1996/1997